# 帶我走 (艾薇兒·拉維尼歌曲)
《帶我走》（英語：Take Me Away）是加拿大創作歌手艾薇兒（Avril Lavigne）和美國創作歌手埃文·陶本菲德一起寫的歌，是她第六首單曲，在她的第二張專輯《酷到骨子裡》和第七首單曲《Don't Tell Me》的B-side也有收錄。在2004年3月，這首歌開始在加拿大搖滾電台播放，同時間，她另一首歌《Don't Tell Me》亦開始推廣。她沒有為此曲製作MV。

## 製作
根據美國作曲家、作者與出版者協會（ASCAP），艾薇兒在發佈此曲前已錄製另一首叫《Take Me Away》的「預告版」曲目，但曲詞內容迥異。這「預告版」曲目由她和 The Matrix 合寫，表達的心情比此曲較歡欣，而且音軌時間也較長（3:29）。原本打算收錄於她首張專輯《展翅高飞 (艾薇儿·拉维尼专辑)》（Let Go）。